# Aquarium Finisterrae
El Aquarium Finisterrae, llamado popularmente Casa de los Peces (en gallego, Casa dos Peixes), es un centro interactivo situado en la ciudad de La Coruña (Galicia, España) dedicado a la divulgación científica sobre aspectos relacionados con la biología marina, la oceanografía y el mar en general. Pretende promover el conocimiento del océano y educar en actitudes positivas hacia el medio acuático, así como contribuir al conocimiento científico de la vida marina.
Está ubicado en la costa coruñesa, en el Paseo Marítimo, entre la Domus y la Torre de Hércules, que puede verse desde el acuario. Sus piscinas exteriores están conectadas con el Océano Atlántico y están diseñadas con un sistema que las hace sensibles a las mareas. Además de sus piscinas y acuarios, contiene varios módulos interactivos. Desde su apertura en 1999, ha recibido más de 6 millones de visitantes.

## Historia

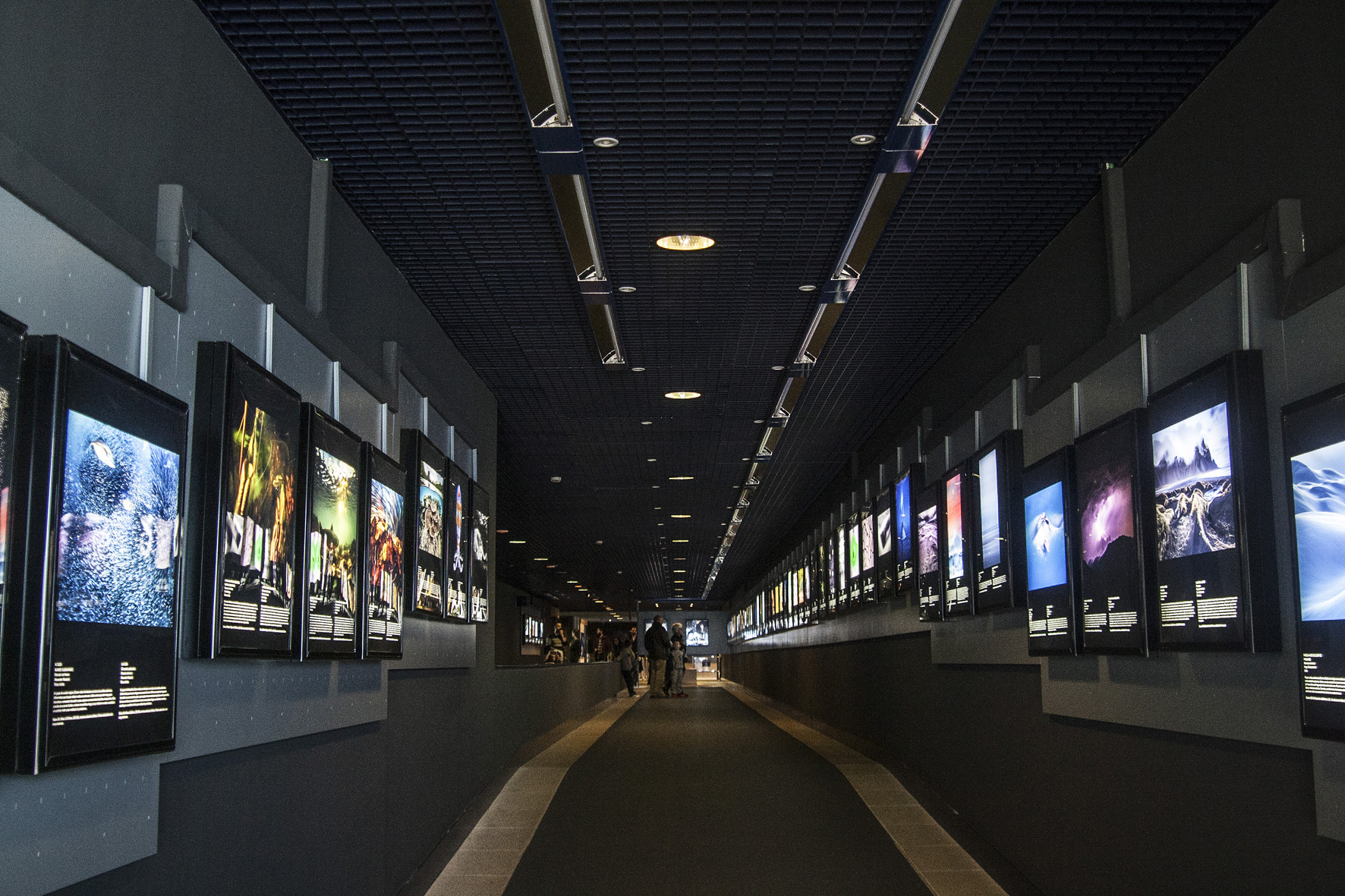
Sala Isabel Castelo, con una exposición de fotografías.

Creado por el Ayuntamiento de La Coruña, cuando era alcalde Francisco Vázquez Vázquez, fue inaugurado el 5 de junio de 1999 a partir de un proyecto museológico original de Ramón Núñez Centella, quien fue su primer director hasta 2008. En 2003 hubo un intento del director de convertirlo en un museo nacional, pero sigue siendo de carácter municipal y está dentro de los Museos Científicos Coruñeses, junto con la Domus y la Casa de las Ciencias. Su director técnico fue Francisco Franco del Amo hasta su fallecimiento en 2021; desde entonces, el puesto lo ocupa Francisco Armesto. A causa de la localización del acuario en la costa, estuvo expuesto a alguno de los temporales que azotaron la ciudad.
Tras el accidente del petrolero monocasco Prestige el 13 de noviembre de 2002, se produjo una marea negra que afectó al Aquarium Finisterrae, que capta el agua para la mayoría de sus tanques directamente del mar. Afectó a las focas, que empezaron a permanecer fuera del agua más tiempo de lo habitual. Para evitar futuras entradas de hidrocarburos (debido a la frecuencia de accidentes de este tipo en costas gallegas), y teniendo en cuenta que estos contaminantes afectan sobre todo a la superficie del océano, se construyó un nuevo túnel de captación de aguas a 17 metros de profundidad. La pandemia de COVID-19 paralizó muchas de las actividades del museo, que temporalmente dejó de recibir centros educativos, aunque se retomó en 2021.

## Proyectos

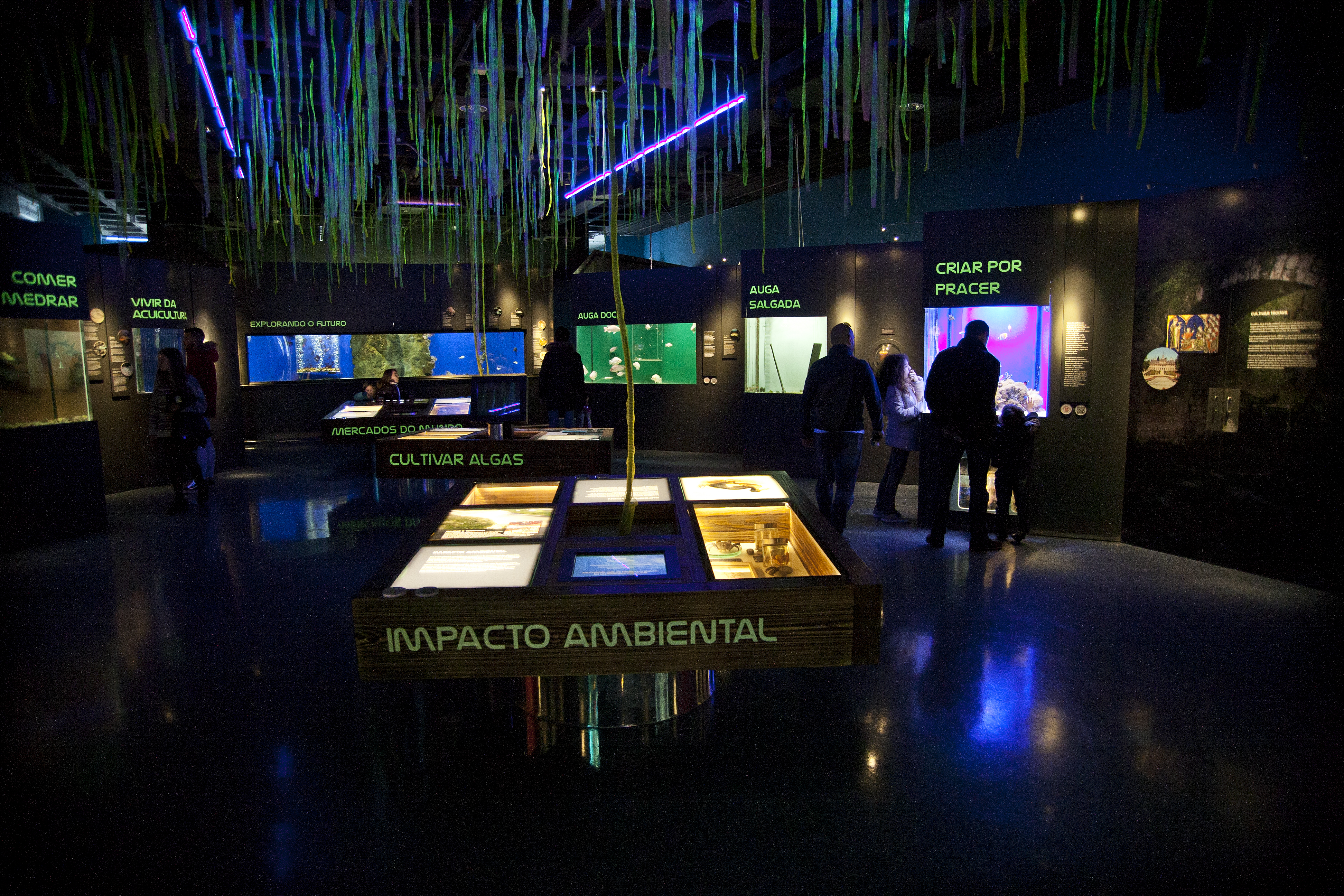
Sala Humboldt, con una de las exposiciones temporales.

El acuario realiza varios trabajos de investigación, como los que desembocaron en la cría por primera vez en cautividad de merluza europea (Merluccius merluccius), peces de San Pedro (Zeus faber) y pulpo común (Octopus vulgaris). Otras especies que crían son percebes, sepias (Sepia officinalis) o caballitos de mar.
Periódicamente realizan actividades divulgativas como la preparación y administración de alimento para las focas, y otras orientadas para niños, como Durmiendo con tiburones.
Otras actividades que lleva a cabo el acuario son:
- Sesiones de teatro.[27]
- Talleres de ciencia, con motivo de la IV Edición de la Feria Isabel Zendal.[28]
- Sesiones de observación astronómica (en la terraza exterior).[29]

## Distribución

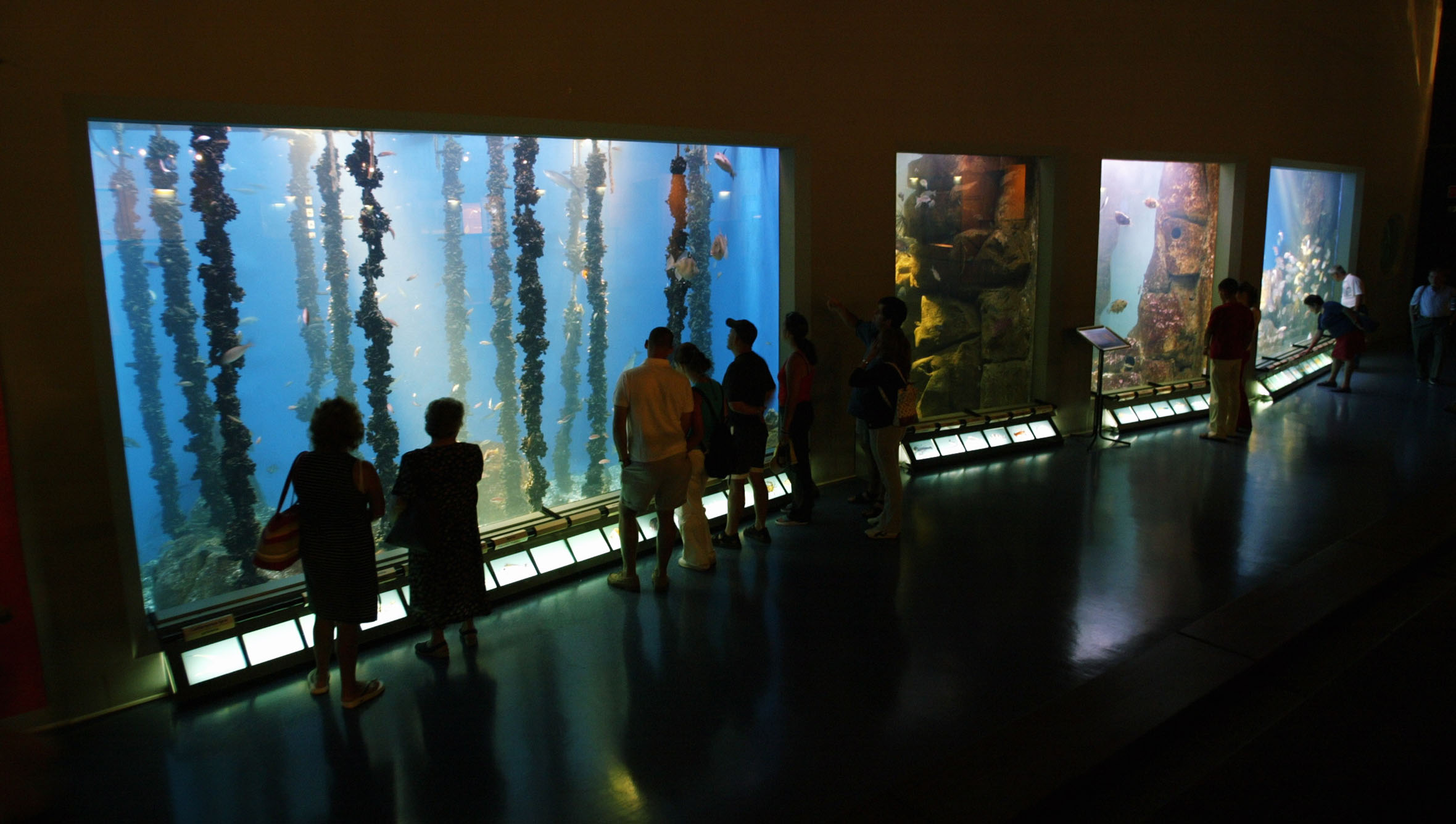
Zona de Gran Volumen en la Sala Maremagnum.

A la entrada está la Sala Isabel Castelo, y desde ella se accede a las salas Maremagnum y Humboldt (en el mismo piso); y además, a los exteriores y a la Sala Nautilus (en el sótano). La Sala Isabel Castelo está dedicada a la exposición de fotografías, a veces de naturaleza, como Wildlife Photographer of the Year, o de periodismo, como World Press Photo.
La Sala Maremagnum alberga más de 300 especies atlánticas, es una sala de exposiciones interactivas acerca del Océano Atlántico. Cada uno de los módulos lleva por título una pregunta escogida por los lectores del periódico La Voz de Galicia antes de inaugurarse el acuario. Uno de los módulos interactivos es la Charca de las caricias, donde los visitantes pueden tocar algunos animales marinos como las estrellas de mar o los erizos de mar. También hay módulos dedicados a los nudos marineros, los olores de algunas especies marinas, el canto de algunos pájaros o conocer la cantidad de agua que puede llegar a albergar una esponja. Otro es la OceanoSfera, una pantalla esférica rodeada de unas pequeñas gradas (en semioscuridad), que puede emitir unas pocas películas, y diferentes mapas, como se verían desde el espacio exterior.

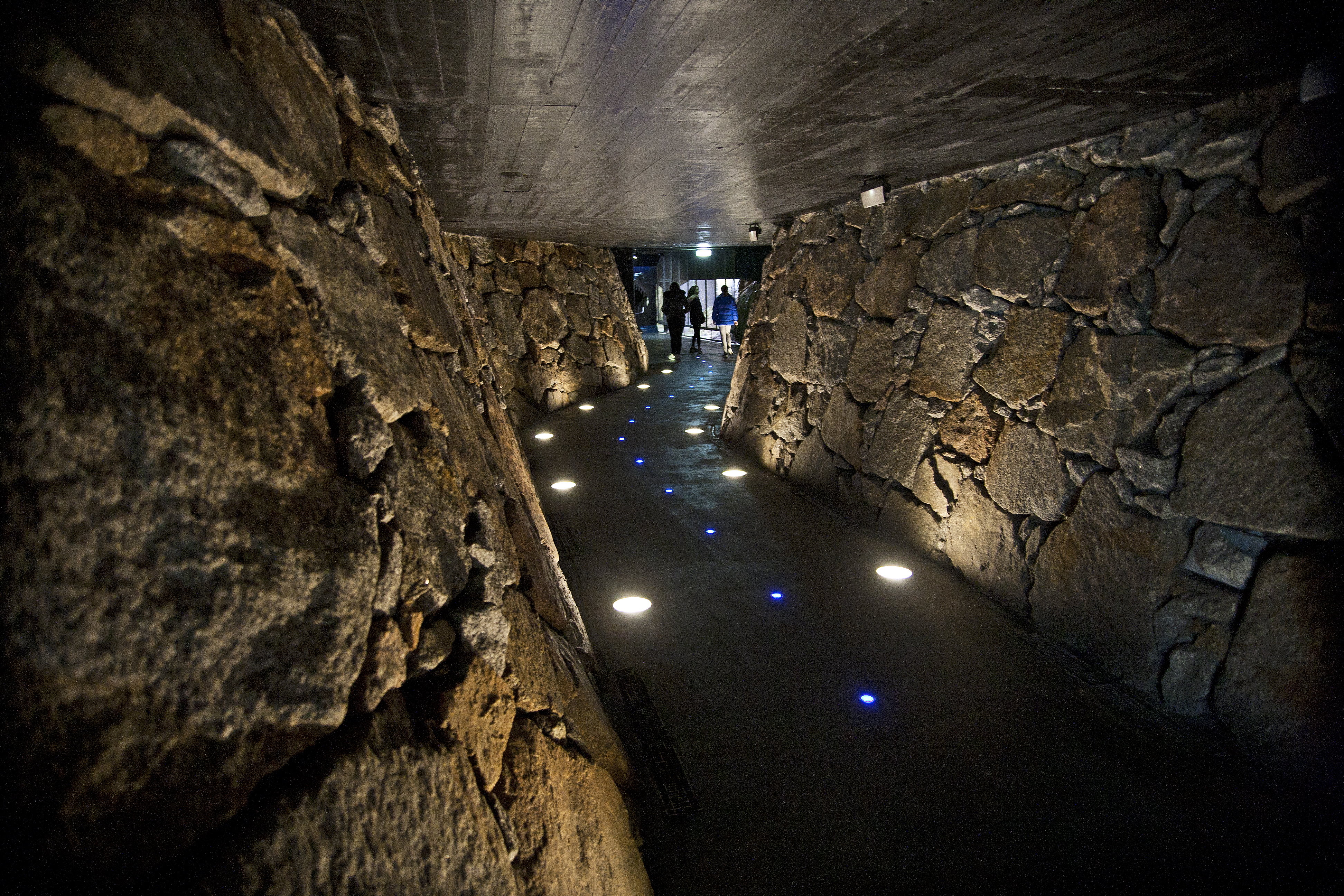
Entrada de la Sala Nautilus.

También se encuentran en la sala varios módulos que no son interactivos, como el tanque de las medusas, la pequeña exposición de fósiles marinos, o el acuario de los caballitos de mar. Cerca de la entrada principal hay un acuario cilíndrico de 10000 litros dedicado a la presentación de un tema en particular, como fueron las lampreas (Petromyzon marinus) o las sepias (Sepia officinalis). En un extremo de la sala, tras las gradas de gran volumen, está el módulo de aguas profundas, reabierto en 2022. Los cinco acuarios de Gran Volumen se encuentran separados por gradas del resto de la sala, y cada uno de ellos representa un ecosistema diferente de la costa gallega, desde el Acantilado a la plataforma continental. En ellos se encuentran, entre otros: pulpos, pintarrojas, morenas, lubinas, y peces de San Pedro. En cuanto a la Sala Humboldt, está dedicada a las exposiciones temporales que cambian cada varios años: El mar Caribe (2000); Caballitos de mar (2002); Con pies y cabeza (2004); Fabricantes de perlas (2006); Farmacuáticos. La botica del mar (2008); Muuultiplicaos (2014); y Sexo azul (desde 2018).

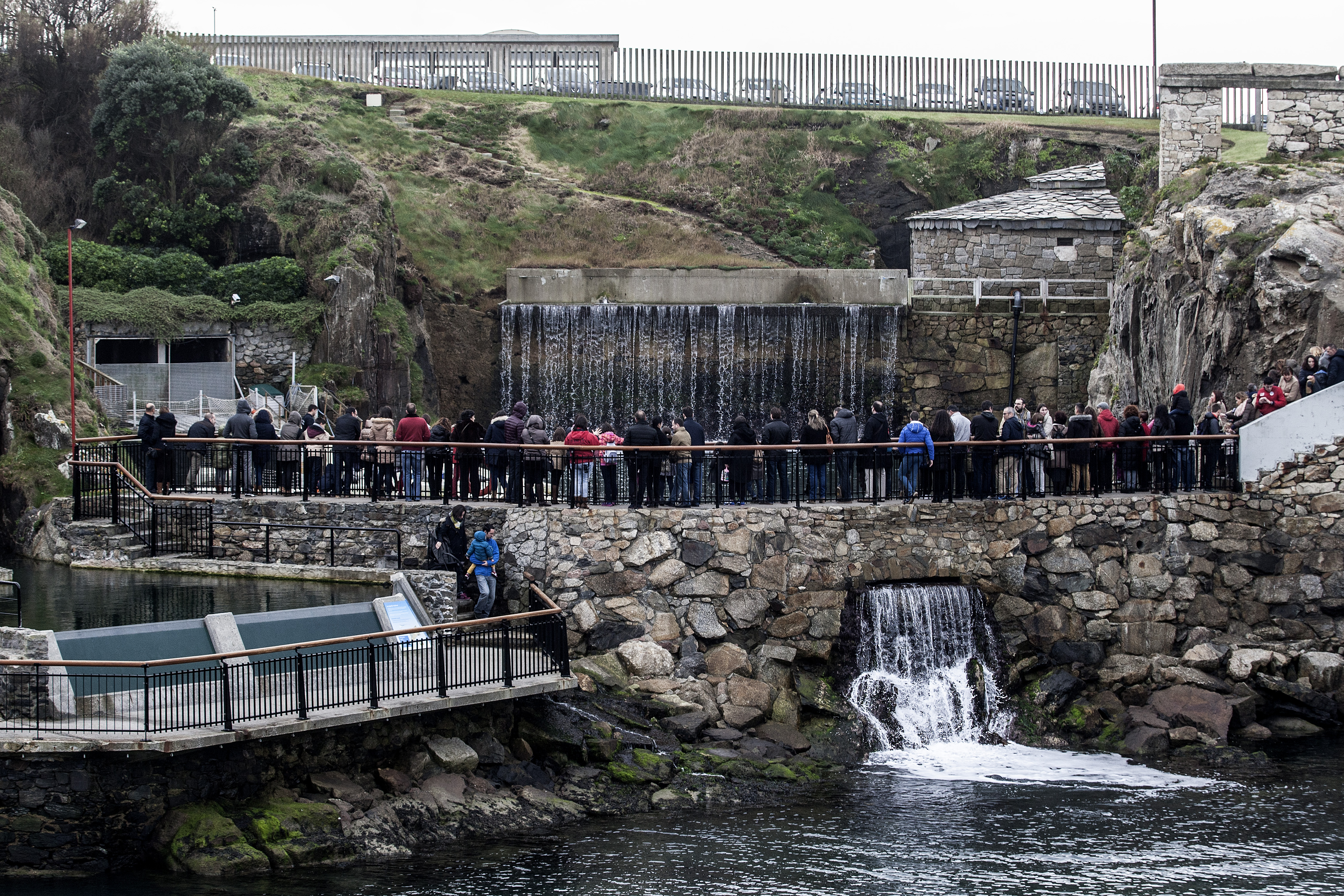
Piscinas exteriores.

La Sala Nautilus está decorada al estilo del Gabinete del Capitán Nemo en el Submarino Nautilus, es una sala de observación inmersa en una gran piscina de 4,4 millones de litros, en donde nadan los mayores peces del Atlántico. Entre ellos está Gastón, un tiburón toro macho de casi 3 metros de largo y 120 kg de peso, que llegó procedente del Acuario Oceanópolis de Brest (Francia). En la misma sala hay un ejemplar de angelote que suele quedarse quieto, mimetizándose con el fondo; además de pargos o corvinas, por poner sólo algunos ejemplos. De fondo, suena una música compuesta para esta sala por Luis Delgado. En el centro de la sala hay una colección de diversos objetos relacionados con el mar.
En el exterior del edificio se exponen diversas artes de pesca, la cabina del barco pesquero María del Carmen, y el ancla del petrolero Mar Egeo, que el 3 de diciembre de 1992 encalló frente a la Torre de Hércules y provocó una marea negra. Desde allí se puede acceder al Paraíso Marino, que recibe agua directamente del mar, donde se encuentran los 3 machos de foca común: Altair, Fermín y Hansy. También hay un Jardín Botánico con plantas de la costa gallega. En el Piscinarium se encuentran 9 hembras de la misma especie de foca: Bine, Deneb, Lara, Paula, Petra, Vega, Antía, Sabela y Lucía.
En la zona del ancla se había asentado una población de Carpobrotus edulis (uña de gato), pero en septiembre de 2023 se realizó una jornada de extracción de esta especie exótica invasora.